# Jumping All Over the World
Jumping All Over the World (Skákání po celém světě) je píseň německé skupiny Scooter z alba Jumpin' All Over The World z roku 2007. Jako singl vyšla píseň v roce 2008. Píseň vzorkuje píseň A Glass Of Champagne od popové skupiny Sailor, z alba Trouble z roku 1975. Druhá strana B, B.O.B., vyšla pouze na německé verzi singlu. HPV je nazpíván Rickem J. Jordanem.

## Seznam skladeb
1. Jumping All Over The World (Radio Edit) – (3:46)
2. Jumping All Over The World (The Jacques Renault Club Mix) – (5:56)
3. Jumping All Over The World (Extended Mix) – (5:43)
4. Tribal Tango – (3:50)
5. B.O.B. – (3:41)

## Umístění ve světě
| Hitparáda | Umístění |
| --------- | -------- |
| Rakousko  | 23       |